# Тудор Аргези
Тудор Аргези (на румънски: Tudor Arghezi) е литературен псевдоним на Йон Теодореску (21 май 1880, Букурещ - 14 юли 1967, Букурещ), който е сред най-големите румънски поети на XX век.
Член е на Румънската академия (1955). Носител е на Държавна награда на Румъния през 1955 г.

## Биография
Тудор Аргези е псевдоним на Йон Теодореску, който идва от древното име на река Аргес. Тудор е роден в Букурещ през 1880 г. През младежките си години сменя много професии. Решава да стане монах, но скоро напуска манастира, след което живее в Швейцария. Осъществява дебюта си като поет през 1896 г.
В творчеството си изобличава политическата демагогия и корупцията в буржоазното общество, защитава трудовия човек. Новатор е в румънското стихосложение.
През Втората световна война пише сатири за режима на Йон Антонеску и прохитлеровата ориентация на правителството му. През 1943 г. за памфлета „Барон“, подиграващ се с нацистка Германия, е арестуван, а всички екземпляри на списанието му – конфискувани. Освободен е след преврата на крал Михай I през 1944 г.
Аргези умира през 1967 г. и е погребан до съпругата си Параскева, която умира година по-рано.

## Памет
Къщата му е превърната в музей. В Алеята на класиката в Кишинев има бюст на Тудор Аргези, дело на Дмитрий Вердяну (1995).

## Творчество
- „Нежни думи“ – стихосбирка – 1927 г.
- „Дървени икони“ – роман – 1930 г.
- „Бележки от страната Кути“ – роман – 1933 г.
- „Очите на божията майка“ – роман – 1934 г.
- „Вечерна книжка“ – стихосбирка – 1935 г.
- „Песен за човека“ – стихосбирка – 1956 г.
- „1907“ – стихосбирка – 1955 г.